# Annette Zilinskas
Annette Celia Genevieve Zilinskas (Van Nuys, Kalifornia) európai származású amerikai énekes és zenész (basszusgitáros), a The Bangles nevű, kizárólag lányokból álló rockegyüttes egyik tagja.

## Pályafutása
Felmenői részben Litvániából, részben Skandináviából származnak. A Banglesben eltöltött néhány év után zenélt a Blood on the Saddle együttesben, melynek szólóénekese is lett; 1990 és 1993 között a The Ringling Sisters nevű Los Angeles-i zenekar tagja volt, és játszott a Medicine nevű együttesben is.
A Kalifornia állam déli részén fekvő Van Nuys településen született. Zenészi pályáját a The Bangs nevű formációban kezdte, mint basszusgitáros; az együttes nem sokkal később a The Bangles nevet vette fel. Basszusgitár mellett harmonikán is játszott a zenekar első, öt számot tartalmazó EP-lemezén, de ezt követően kilépett, és a Blood on the Saddle együtteshez csatlakozott, amelynek szólóénekese lett, még azelőtt, hogy a Bangles kiadta volna az első stúdióalbumát. Távozása után lett a Bangles tagja Micki Steele, aki a későbbiekben nemcsak zenészként, de dalszerzőként is hozzájárult a zenekar világsikereihez.